# Massaker von Rajgród
Das Massaker von Rajgród war ein Pogrom polnischer Bürger von Rajgród und der Umgebung an jüdischen Einwohnern der Kleinstadt im Nordosten Polens im Juni 1941, bei dem ca. 100 Menschen ermordet wurden. Es fand während der Besatzung Rajgróds durch die Wehrmacht statt und gilt als gemeinsames Verbrechen einer Gruppe von polnischen Einwohnern und deutscher Besatzungsmacht.

## Historischer Hintergrund
Rajgród wurde 1429 erstmals urkundlich erwähnt. Während der Zeit der Adelsrepublik Polen-Litauen erhielt es 1568 das Stadtrecht. Juden siedelten seit dem 16. Jahrhundert hier. Im 19. Jahrhundert verarmte der Ort. 86 % der Bewohner waren Juden. In der Zweiten Polnischen Republik war die nationalistische und antisemitische Partei Nationaldemokratie stärkste Kraft unter den nichtjüdischen Polen. Der Ort gehörte zu jenem Teil Polens, welcher im September 1939 durch den deutsch-sowjetischen Nichtangriffspakt an die Sowjetunion fiel. Die Rote Armee besetzte den Ort am 22. September 1939 und wurde von der jüdischen Bevölkerung als Befreier gefeiert. Die sowjetischen Besatzer machten sich sofort daran, die polnische Vorkriegsordnung durch eine sowjetische zu ersetzen, dabei war es ihnen wichtig, die alten politischen und sozialen Eliten zu zerschlagen. Um diese Ziele durchzusetzen, gingen sie mit einer für diese eher landwirtschaftlich geprägte Region bisher unbekannten Gewalt vor, zu der Verhaftungen, Folter, Deportationen, Zwangsumsiedlungen, Enteignungen und Erschießungen gehörten. Die jüdische Bevölkerung wurde ebenfalls verfolgt, das sowjetische System bot für sie aber teilweise auch soziale Aufstiegschancen. Zu den in der polnischen Bevölkerung bereits zuvor verbreiteten antisemitischen Vorurteilen, die durch wirtschaftliche, soziale und religiöse Konflikte entstanden waren, kam das Bild der Juden als vermeintliche Nutznießer der sowjetischen Okkupationsherrschaft hinzu. Der deutsche Überfall auf die Sowjetunion am 22. Juni 1941 wurde daher von Teilen der polnischen Bevölkerung begrüßt, da die deutschen Soldaten als Befreier wahrgenommen wurden.  

## Massaker
Initiatoren des Massakers waren der Lehrer Antoni Len. Vergewaltigungen und Morde an den Juden fanden bereits vor dem Eintreffen der Wehrmacht statt. Als die deutschen Besatzer den Ort betraten, forderten sie die polnische Miliz auf, die Juden auf dem Marktplatz zu versammeln, wo sie ausgezogen, erniedrigt und geschlagen wurden. Danach wurden ca. einhundert Juden von zwei SS-Männern und ca. fünfzig Polen in den nahegelegenen Wald verbracht und dort erschossen. Die Kleider der Juden teilten die nichtjüdischen Polen unter sich auf. Ein paar Tage später wurden alte und kranke Juden aussortiert, ebenfalls in den Wald gebracht und dort erschlagen. Im September 1941 wurde die polnische Miliz von den deutschen Besatzern aufgelöst und zwei Teilnehmer an den Morden zum Tode verurteilt und hingerichtet. Antoni Len wurde dagegen Kommandant des jüdischen Ghettos in Rajgród. Das Ghetto wurde jedoch bereits am 2. November 1941 aufgelöst und die Juden über Bogusze ins Vernichtungslager Treblinka deportiert. Antoni Len änderte seinen Namen nach dem Krieg in Stanisław Mieczkowski. Der Überlebende Lejb Lewintin schrieb seine Erinnerungen an das Massaker auf.